# André Kimbuta Yango

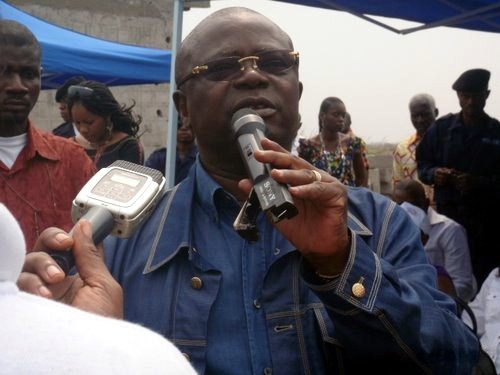
André Kimbuta Yango

André Kimbuta Yango (* 14. Juni 1954 in Kikwit, Bandundu) ist seit dem 16. März 2007 der Gouverneur von Kinshasa, der Hauptstadt der Demokratischen Republik Kongo.
Er hat 1979 das mathematische Diplom an der Nationalen Pädagogischen Universität (UPN) in Kinshasa erworben.
| Personendaten    | Personendaten                                     |
| ---------------- | ------------------------------------------------- |
| NAME             | Kimbuta Yango, André                              |
| KURZBESCHREIBUNG | kongolesischer Politiker, Gouverneur von Kinshasa |
| GEBURTSDATUM     | 14. Juni 1954                                     |
| GEBURTSORT       | Kikwit, Bandundu                                  |